# A 2006. évi téli olimpia magyarországi résztvevőinek listája
A 2006. évi téli olimpiai játékokon a magyar csapat tagjaként 11 férfi és 8 női sportoló vett részt. Az olimpia műsorán szereplő tizenöt sportág ill. szakág közül ötben indult magyar versenyző. A magyarországi résztvevők száma az egyes sportágakban ill. szakágakban a következő (zárójelben a magyar indulókkal rendezett versenyszámok száma, kiemelve az egyes oszlopokban előforduló legmagasabb érték, vagy értékek):
| Sportág                        | Helyezések száma | Helyezések száma | Helyezések száma | Helyezések száma | Helyezések száma | Helyezések száma | Olimpiai pont | Indulók száma | Indulók száma | Indulók száma |
| Sportág                        | 1.               | 2.               | 3.               | 4.               | 5.               | 6.               | Olimpiai pont | Férfi         | Nő            | Össz.         |
| Alpesisí (4)                   | 0                | 0                | 0                | 0                | 0                | 0                | 0             | 1             | 1             | 2             |
| Biatlon (4)                    | 0                | 0                | 0                | 0                | 0                | 0                | 0             | 1             | 1             | 2             |
| Bob (2)                        | 0                | 0                | 0                | 0                | 0                | 0                | 0             | 4             | 0             | 4             |
| Műkorcsolya (3)                | 0                | 0                | 0                | 0                | 0                | 0                | 0             | 2             | 3             | 5             |
| Rövidpályás gyorskorcsolya (6) | 0                | 0                | 0                | 1                | 1                | 0                | 5             | 2             | 2             | 4             |
| Sífutás (3)                    | 0                | 0                | 0                | 0                | 0                | 0                | 0             | 1             | 1             | 2             |
|                                |                  |                  |                  |                  |                  |                  |               |               |               |               |
| Összesen                       | 0                | 0                | 0                | 1                | 1                | 0                | 5             | 11            | 8             | 19            |

## ABC-rendi bontás
A következő táblázat ABC-rendben sorolja fel azokat a magyarországi sportolókat, akik az olimpián részt vettek. Lásd még: sportágankénti ill. szakágankénti bontás.
| Ábécé szerinti tartalomjegyzék                                                                           |
| --- |
| A, Á B C Cs D Dz Dzs E, É F G Gy H I, Í J K L Ly M N Ny O, Ó Ö, Ő P Q R S Sz T Ty U, Ú Ü, Ű V W X Y Z Zs |

| Sportoló | Sportág, szakág | Versenyszám | Helyezés (elért eredmény) |

## D
| Darázs Péter | rövidpályás gyorskorcsolya | férfi 500 m  | 10. hely (1:01,289) |
| Darázs Péter | rövidpályás gyorskorcsolya | férfi 1000 m | 12. hely (1:28,738) |
| Darázs Péter | rövidpályás gyorskorcsolya | férfi 1500 m | 11. hely (2:24,969) |
| Darázs Rózsa | rövidpályás gyorskorcsolya | női 500 m    | 22. hely (1:10,558) |
| Darázs Rózsa | rövidpályás gyorskorcsolya | női 1000 m   | 21. hely (1:34,059) |
| Darázs Rózsa | rövidpályás gyorskorcsolya | női 1500 m   | 20. hely (2:42,256) |

## E
| Elek Attila | műkorcsolya | jégtánc | 17. hely (149,47) |

## G
| Gottschall Zsófia | biatlon | női 7,5 km-es sprint          | 82. hely (31:09,1)   |
| Gottschall Zsófia | biatlon | női 15 km-es egyéni indításos | 80. hely (1:08:17,3) |

## Gy
| Gyenesei Leila | sífutás | női 10 km    | 69. hely (36:43,0) |
| Gyulai Márton  | bob     | férfi kettes | 29. hely (2:53,01) |
| Gyulai Márton  | bob     | férfi négyes | 24. hely (2:50,17) |

## H
| Hoffmann Nóra | műkorcsolya                | jégtánc    | 17. hely (149,47)   |
| Huszár Erika  | rövidpályás gyorskorcsolya | női 500 m  | 13. hely (45,382)   |
| Huszár Erika  | rövidpályás gyorskorcsolya | női 1000 m | 11. hely (1:34,080) |
| Huszár Erika  | rövidpályás gyorskorcsolya | női 1500 m | 4. hely (2:25,405)  |

## K
| Knoch Viktor  | rövidpályás gyorskorcsolya | férfi 1500 m | 5. hely (2:26,806) |
| Kürtösi Zsolt | bob                        | férfi négyes | 24. hely (2:50,17) |

## M
| Margl Tamás   | bob      | férfi négyes           | 24. hely (2:50,17) |
| Marosi Attila | alpesisí | férfi műlesiklás       | 42. hely (2:10,28) |
| Marosi Attila | alpesisí | férfi óriás-műlesiklás | 38. hely (3:05,12) |

## P
| Pavuk Viktória  | műkorcsolya | női egyéni   | 23. hely (119,85)  |
| Pintér Bertalan | bob         | férfi kettes | 29. hely (2:53,01) |
| Pintér Bertalan | bob         | férfi négyes | 24. hely (2:50,17) |

## S
| Sebestyén Júlia | műkorcsolya | női egyéni                      | 18. hely (129,26)    |
| Tagscherer Imre | biatlon     | férfi 10 km-es sprint           | 74. hely (30:38,1)   |
| Tagscherer Imre | biatlon     | férfi 20 km-es egyéni indításos | 77. hely (1:05:11,1) |

## T
| Tagscherer Zoltán | sífutás     | férfi sprint         | 44. hely (2:22,69) |
| Tagscherer Zoltán | sífutás     | férfi 15 km          | 76. hely (45:20,3) |
| Tóth Zoltán       | műkorcsolya | férfi egyéni         | 24. hely (145,47)  |
| Tuss Réka         | alpesisí    | női műlesiklás       | 49. hely (1:51,59) |
| Tuss Réka         | alpesisí    | női óriás-műlesiklás | 41. hely (2:39,82) |

## Sportágankénti ill. szakágankénti bontás
A következő táblázat sportáganként sorolja fel azokat a magyarországi sportolókat, akik az olimpián részt vettek. Lásd még: ABC-rendi bontás.
| Alpesisí | Biatlon | Bob | Műkorcsolya | Rövidpályás gyorskorcsolya | Sífutás |

| Versenyszám | Sportoló | Helyezés (elért eredmény) |

## Alpesisí
| férfi műlesiklás       | Marosi Attila | 42. hely (2:10,28) |
| férfi óriás-műlesiklás | Marosi Attila | 38. hely (3:05,12) |
| női műlesiklás         | Tuss Réka     | 49. hely (1:51,59) |
| női óriás-műlesiklás   | Tuss Réka     | 41. hely (2:39,82) |

## Biatlon
| férfi 10 km-es sprint           | Tagscherer Imre   | 74. hely (30:38,1)   |
| férfi 20 km-es egyéni indításos | Tagscherer Imre   | 77. hely (1:05:11,1) |
| női 15 km-es egyéni indításos   | Gottschall Zsófia | 80. hely (1:08:17,3) |
| női 7,5 km-es sprint            | Gottschall Zsófia | 82. hely (31:09,1)   |

## Bob
| férfi kettes | Gyulai Márton   | 29. hely (2:53,01) |
| férfi kettes | Pintér Bertalan | 29. hely (2:53,01) |
| férfi négyes | Gyulai Márton   | 24. hely (2:50,17) |
| férfi négyes | Kürtösi Zsolt   | 24. hely (2:50,17) |
| férfi négyes | Margl Tamás     | 24. hely (2:50,17) |
| férfi négyes | Pintér Bertalan | 24. hely (2:50,17) |

## Műkorcsolya
| férfi egyéni | Tóth Zoltán     | 24. hely (145,47) |
| jégtánc      | Elek Attila     | 17. hely (149,47) |
| jégtánc      | Hoffmann Nóra   | 17. hely (149,47) |
| női egyéni   | Pavuk Viktória  | 23. hely (119,85) |
| női egyéni   | Sebestyén Júlia | 18. hely (129,26) |

## Rövidpályás gyorskorcsolya
| férfi 500 m  | Darázs Péter | 10. hely (1:01,289) |
| férfi 1000 m | Darázs Péter | 12. hely (1:28,738) |
| férfi 1500 m | Darázs Péter | 11. hely (2:24,969) |
| férfi 1500 m | Knoch Viktor | 5. hely (2:26,806)  |
| női 500 m    | Darázs Rózsa | 22. hely (1:10,558) |
| női 500 m    | Huszár Erika | 13. hely (45,382)   |
| női 1000 m   | Darázs Rózsa | 21. hely (1:34,059) |
| női 1000 m   | Huszár Erika | 11. hely (1:34,080) |
| női 1500 m   | Darázs Rózsa | 20. hely (2:42,256) |
| női 1500 m   | Huszár Erika | 4. hely (2:25,405)  |

## Sífutás
| férfi sprint | Tagscherer Zoltán | 44. hely (2:22,69) |
| férfi 15 km  | Tagscherer Zoltán | 76. hely (45:20,3) |
| női 10 km    | Gyenesei Leila    | 69. hely (36:43,0) |